# Enjil (district)
 (novembre 2018).
Si vous disposez d'ouvrages ou d'articles de référence ou si vous connaissez des sites web de qualité traitant du thème abordé ici, merci de compléter l'article en donnant les références utiles à sa vérifiabilité et en les liant à la section « Notes et références ».
Le district d'Enjil est un district situé dans la province d'Hérât, dans le nord-ouest de l'Afghanistan.

## Situation
Le district entoure la ville de Hérat et borde le district de Kushk (en) au nord, le district de Karukh (en) à l'est, le district de Guzara au sud et le district de Zinda Jan (en) à l'ouest.

## Population
La population du district d'Enjil est de 237 800 habitants (en 2012) et comprend les groupes ethniques suivants: 55% de Tadjiks, 40% de Pachtounes, 4% de Hazaras et 1% de Turkmènes.

## Administration
Le siège ou le centre du district d'Enjil est également appelé Enjil.

## Toponymie
La plupart des régions du district sont des plaines et des montagnes basses.
La rivière Hari coule sur la frontière sud du district, partagée avec le district de Guzara.
L'eau n'est pas aussi problématique que dans d'autres régions. Les terres arables sont utilisées et irriguées. L'agriculture est la principale source de revenus du district.

## Crédit d'auteurs
- (en) Cet article est partiellement ou en totalité issu de l’article de Wikipédia en anglais intitulé « Injil District » (voir la liste des auteurs).